# Westminster (Carolina del Sur)
Westminster es una ciudad ubicada del Condado de Oconee en el estado estadounidense de Carolina del Sur. La ciudad en el año 2000 tiene una población de 2.743 habitantes en una superficie de 8.9 km², con una densidad poblacional de 307.6 personas por km². 

## Geografía
Westminster se encuentra ubicada en las coordenadas 34°39′59″N 83°5′43″O / 34.66639, -83.09528. Según la Oficina del Censo, la ciudad tiene un área total de 8,9 km² (3,4 mi²), de la cual 8,9 km² (3,4 mi²) es tierra y 0 km² (0 mi²) (0.0%) es agua.

## Demografía
En el 2000 la renta per cápita promedia del hogar era de $30.802, y el ingreso promedio para una familia era de $36.678. El ingreso per cápita para la localidad era de $17.121. En 2000 los hombres tenían un ingreso per cápita de $30.064 contra $21.690 para las mujeres. Alrededor del 9.30% de la población estaba bajo el umbral de pobreza nacional. 

### Localidades adyacentes
El siguiente diagrama muestra a las localidades en un radio de 20 kilómetros (12,4 mi) de Westminster.